# Donald et la Sorcière
Pour plus de détails, voir Fiche technique et Distribution.
Donald et la Sorcière (Trick or Treat) est un dessin animé de la série des Donald produit par Walt Disney pour RKO Radio Pictures, sorti le 10 octobre 1952.

## Synopsis
En pleine nuit de Halloween, une vraie sorcière voyant Riri, Fifi et Loulou, alors déguisés en personnages de la fête, se faire humilier et arroser par Donald lors de leur quête de bonbons, décide de leur venir en aide afin de rendre à Donald la monnaie de sa pièce...

## Fiche technique
- Titre original : Trick or Treat
- Titre français : Donald et la Sorcière
- Série : Donald Duck
- Réalisateur : Jack Hannah
- Scénaristes : Ralph Wright
- Animateurs : Bill Justice, George Kreisl, Volus Jones, Don Lusk
- Effets visuels : Dan MacManus
- Layout : Yale Gracey
- Background : Yale Gracey
- Musique : Paul J. Smith
- Voix : Clarence Nash (Donald), June Foray (Hazel la sorcière) et Thurl Ravenscroft
- Producteur : Walt Disney
- Société de production : Walt Disney Productions
- Distributeur : RKO Pictures
- Date de sortie : 10 octobre 1952[1]
- Format d'image : couleur (Technicolor)
- Son : Mono (RCA Photophone)
- Durée : 6 min
- Langue : (en)
- Pays :  États-Unis

## Voix françaises

### 1erdoublage (1985)
- Michel Elias : Donald Duck, Riri, Fifi et Loulou
- Claude Chantal : Hazel la sorcière

### 2edoublage (1990)
- Sylvain Caruso : Donald Duck, Riri, Fifi et Loulou
- Claude Chantal : Hazel la sorcière

### 3edoublage (exploité dansMickey, le club des méchants, 2002)
- Sylvain Caruso : Donald Duck
- Martine Regnier : Riri, Fifi et Loulou
- Patricia Legrand : Hazel la sorcière

## Commentaires
Cette histoire a été également adaptée en bande dessinée sous le nom de Bobos ou bonbons ? par la main de l'auteur Carl Barks. Son histoire a été publié en novembre 1952 soit un mois après le film. Pour cela, Barks s'est basé avant tout des models sheets et des story sketches que lui avait envoyé son éditeur. L'auteur ne s'arrête pas à l'adaptation du dessin animé, il ajoute des séquences dont un personne créé par lui même : l'ogre Smorgasbord.
En 1985, une vidéocassette japonaise intitulée Bakemono no hanashi (Histoires qui font peur) contenant la séquence La Légende de la Vallée endormie du film Le Crapaud et le Maître d'école (1949), Les Revenants solitaires (1937), Donald et le Gorille (1944), Donald et la Sorcière (1952) et des extraits de La Danse macabre (1929) comme interludes, a été édité afin de promouvoir l'attraction Cinderella Castle Mystery Tour de Tokyo Disneyland.

## Titre en différentes langues
D'après IMDb :
- Suède : Bus eller godis, Kalle Anka och häxan et Spökenas kväll med Kalle och knattarna